# Calynda bicuspis
Calynda bicuspis är en insektsart som beskrevs av Carl Stål 1875. Calynda bicuspis ingår i släktet Calynda och familjen Diapheromeridae. Inga underarter finns listade.